# 황보단

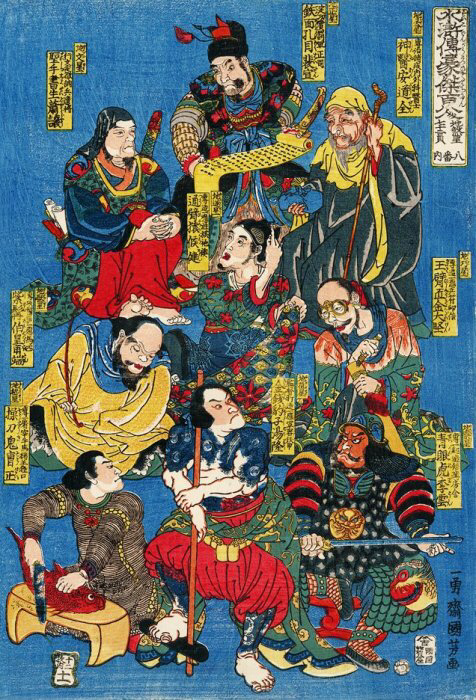

황보단(皇甫端)은 중국의 사대기서(四大奇書) 중 하나인 《수호전》(水滸傳)에 등장하는 인물로, 108성 중 57위이자 지살성(地煞星)의 지수성(地獸星)에 해당한다. 별호는 자염백(紫髥伯)으로 푸른 눈과 붉은 수염이라는 용모에서 유래되었다. 말 등 가축·동물을 전문으로 진찰하는 수의사이다.

## 생애
양산박에 막 입산한 몰우전 장청의 추천으로 입산하였다. 양산박에 입산한 마지막 인물이며, 황보단이 입산함으로써 양산박의 108성이 모두 갖추어졌다.
입산 후에는 특별할만한 활약은 보이지 않지만, 전쟁이나 생활 전반에 중요했던 말의 진료·치료에 임하고 있는 것으로 보아 양산박내에서도 중용되었을 것으로 추측된다(신의라 불린 안도전에 버금가는 서열임도 그것을 나타낸다).
방랍토벌 때에는 당시 황제 휘종으로부터 김대견과 함께 지목하여 도읍지에 남아 있으라는 명을 받았다. 그대로 개봉에 머물렀고, 방랍토벌 후에는 궁중의 말을 관리 총괄하는 역할을 맡았다.